# Eddie Kirkland

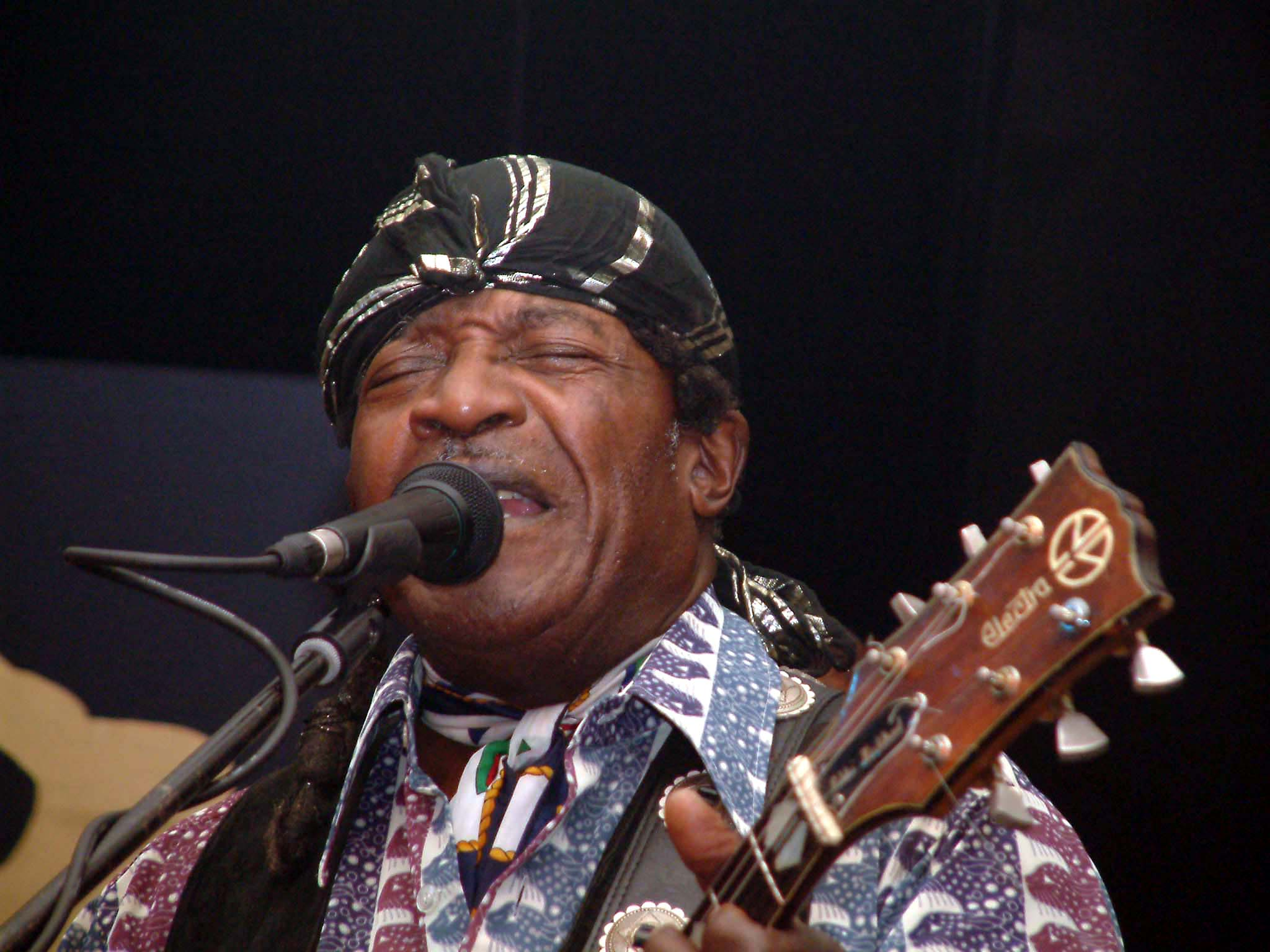

Eddie Kirkland (Jamaica, 16 de agosto de 1923 - Crystal River (Estados Unidos), 27 de febrero de 2011) fue un músico de blues: guitarrista, armoniscista, cantante y compositor. Conocido como el «gitano del blues» ("Gypsy of the Blues"), por sus frecuentísimas giras, tocó con John Lee Hooker entre 1949 y 1962. Tras este periodo, inició una exitosa carrera como solista, grabando para RPM Records, Fortune Records, Volt Records y King Records, en ocasiones bajo el nombre artístico de Eddie Kirk. 